# Стівен Коппола
Стівен Коппола  (англ. Steven Coppola, 22 травня 1984) — американський веслувальник, олімпійський медаліст.

## Виступи на Олімпіадах
| Олімпіада  | Дисципліна                     | Місце |
| ---------- | ------------------------------ | ----- |
| Пекін 2008 | вісімка розстібна зі стерновим | 3     |